# Sverre Nordby
Pour les articles homonymes, voir Nordby.
Sverre Nordby, né le 13 mars 1910 en Norvège et mort le 4 décembre 1978, fut joueur de football et de bandy norvégien, dont le poste fut gardien de but.

## Biographie
Nordby joua dans le club norvégien du Mjøndalen IF jusqu'en 1946 et remporta la coupe de Norvège 1933 et 1937. 
Il fut l'un des meilleurs gardiens de l'équipe de Norvège de sa génération, et participa à une victoire 9-0 sur la Finlande en 1938.
Il participa ensuite à la coupe du monde 1938 en France.